# Lazzaretto Nuovo
Lazzaretto Nuovo est une île de la lagune de Venise d'environ 9 hectares. Elle est située à l'entrée du canal de Sant'Erasmo.

## Histoire

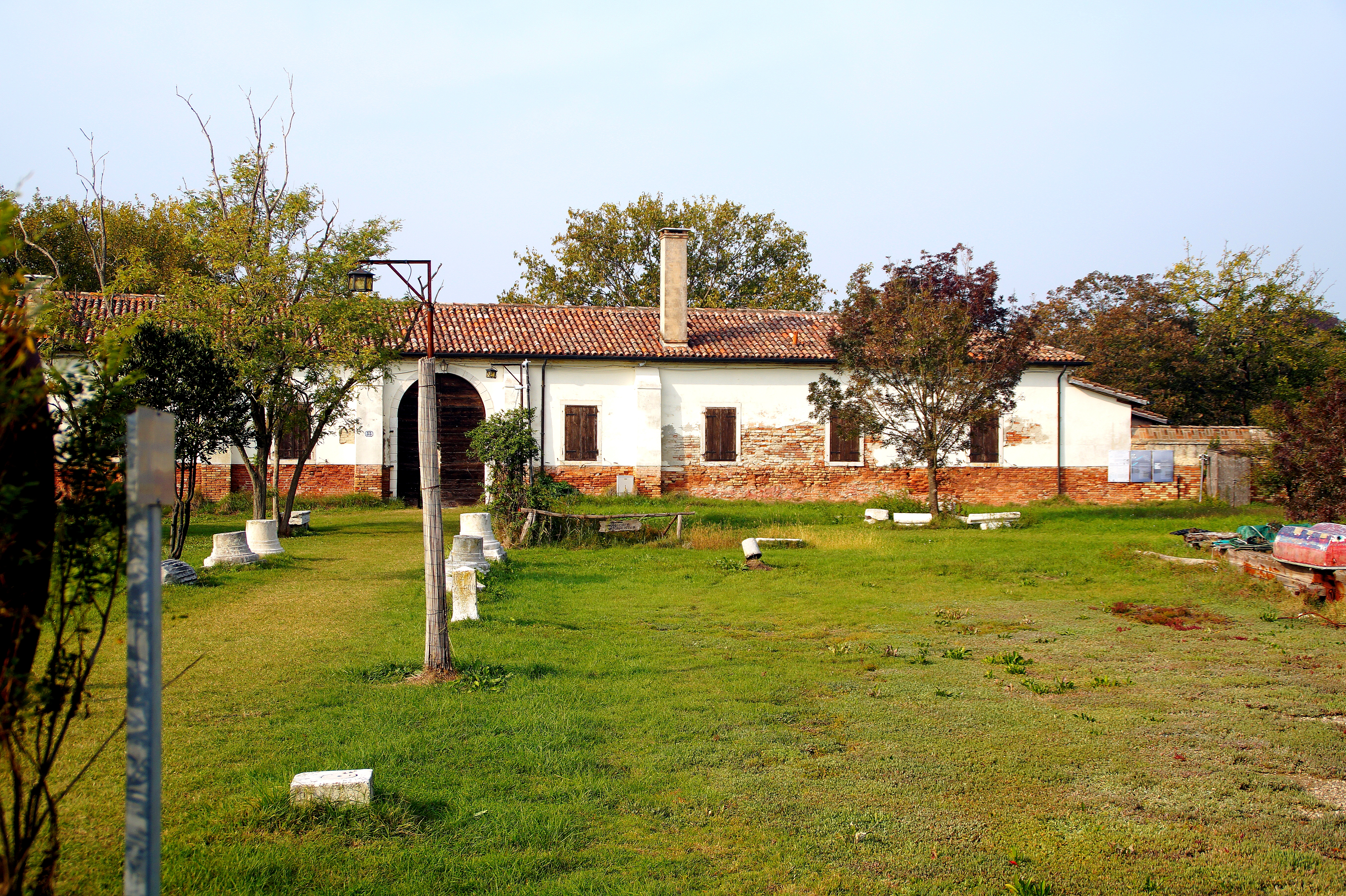
Lazzaretto Nuovo

Les découvertes archéologiques qui y furent effectuées témoignent de la présence humaine dès l'âge du bronze. Mais l'île eut probablement dès l'antiquité un rôle stratégique pour contrôler les voies maritimes en direction de la terre ferme puisqu'elle se trouve à proximité de l'une des trois entrées de la Lagune.
Le premier document écrit qui mentionne son existence remonte à 1015, il s'agit d'un acte notarié qui la désigne sous le nom de « Vigne close ».
Au Moyen Âge, l'île était la propriété des moines bénédictins de San Giorgio Maggiore, qui y construisirent une église dédiée à saint Barthélemy. L'île possédait aussi au XIVe siècle, après la Corderie de l’Arsenal, le plus grand édifice public de Venise baptisé « le grand Tezón », long de plus de cent mètres).
En 1468, par décret du Sénat de la Sérenissime transforme l'île en un lazaret (Lazzaretto), destiné à accueillir les bateaux et leurs équipages arrivant des différents ports méditerranéens suspectés d’être vecteurs de maladie (le Lazzaretto Vecchio à l'inverse, ne traitait que les cas avérés de maladie). Cette institution vénitienne sera exportée par la suite partout à travers le monde. 
L'île, dotée de grands hangars, servit ainsi de dépôt de marchandises suspectées d'être infectées par la peste afin qu'elles soient examinées sur place.  Pour la décontamination des marchandises, on utilisait surtout la fumée générée par des herbes aromatiques, comme le genièvre ou le romarin.
Lors de l'épidémie de 1576, elle reçut également des habitants à risque pour que soit examiné leur état de contagion. Si une maladie était diagnostiquée, les malades étaient alors transférés au Lazzaretto Vecchio.
L'île fut par la suite utilisée comme fort militaire à l'époque de la domination napoléonienne puis autrichienne sur Venise avant d'être abandonnée par l'armée italienne en 1975. Désormais entièrement sous tutelle du ministère des Biens et Activités culturels, elle est une des seules îles abandonnées de la lagune à avoir été récupérée et à bénéficier d'une campagne active de restauration.
Elle attire aujourd'hui environ 15 000 visiteurs par an et fait l'objet d'un intérêt national, voire international. Avec le Lazzaretto Vecchio, lui aussi en pleine phase de restauration, sous l'angle de l'histoire de la santé et de l'anthropologie, elle sera un lieu important du musée national de l'archéologie de la lagune et de la ville de Venise, en construction.